# 창즈향

창즈 향의 위치

창즈향(한국어: 장치향, 중국어: 長治鄉, 병음: Chángzhì Xiāng)은 중화민국 핑둥 현의 향이다. 넓이는 39.8861km2이고, 인구는 2015년 8월 기준으로 30,342명이다.

## 지리
창즈 향은 핑둥 현 북부에 위치하고, 북쪽은 옌푸 향과 동쪽은 네이푸 향과 서쪽은 핑둥 시와 서북쪽은 주루 향과 남쪽은 린뤄 향과 각각 접하고 있다. 핑둥 평원 북부에 위치하기 때문에 지세는 평탄하고, 남서부에서 북서부에 걸쳐 완만한 경사를 형성하고 있다.

## 역사
창즈 향의 옛 이름은 장흥(長興)이다. 청대의 강희 연간, 광동으로부터 구영호가 일족을 인솔해 이곳으로 이주 해, 점차 취락을 형성했다고 여겨지고 있다. 1920년의 타이완 지방제 개편 때, 이곳에 조코 장(長興庄)이 설치되어 다카오 주 헤이토 군으로 관리되었다. 전후에는 가오슝 현 창싱 향(長興鄉)이었지만, 1946년에 [[핑둥 시]에 흡수되었고 동시에 장치구안(長治久安)의 염원을 담아 창즈 구(長治區)로 개칭되었다. 1950년에 핑둥 현이 설치되었을 때에 창즈 향이 되었다. 1955년에 린뤄 지구가 분할되어 린뤄 향이 설치되어 현재에 이른다.

## 교통
- 국도 3호선